# Andrène à poils dorés
Andrena auricoma
Espèce
L'Andrène à poils dorés (Andrena auricoma) est une espèce d'andrènes de la famille des Andrenidae,,.

## Description
L'holotype de Andrena auricoma, un mâle, mesure 9,5 mm.

## Publication originale
- Smith, Frederick, 1805-1879, British Museum (Natural History). Department of Zoology., Descriptions of new species of Hymenoptera in the collection of the British museum (publication), Inconnu, Londres, 1879, [lire en ligne].